# تپه هامونک
تپه هامونک مربوط به دوره اشکانیان است و در دهستان لوتک شهرستان هامون ، ۲/۷ کیلومتری جنوب غربی روستای حمزه آباد واقع شده و این اثر در تاریخ ۲۷ اسفند ۱۳۸۶ با شمارهٔ ثبت ۲۲۶۴۳ به‌عنوان یکی از آثار ملی ایران به ثبت رسیده است.